# Italo Stagno
Italo Pietro Giuseppe Efisio Stagno (Cagliari, 10 luglio 1902 – Suzdal', 24 settembre 1947) è stato un sindacalista e militare italiano, decorato di medaglia d'oro al valor militare alla memoria per il suo comportamento nel corso della seconda guerra mondiale.

## Biografia
Nacque a Cagliari nel 1902, figlio di Luigi e Battistina Tanca. Si impegnò giovanissimo nell’organizzazione sindacale e nel 1929 diede vita al giornale universitario Pattuglia, del quale in circa due anni furono stampati 33 numeri. Tale giornale ebbe collaboratori di fama nazionale, come lo storico Delio Cantimori e l’autore e regista teatrale Anton Giulio Bragaglia, e acquistò notorietà per la battaglia condotta contro l’introduzione nelle miniere della Sardegna del cosiddetto "metodo Bedaux", ovvero la paga degli operai non più rapportata alle ore lavorate ma, bensì, alla quantità di merce prodotta. Questa, e altre campagne, gli procurarono, su 33 numeri, due sequestri, molte censure, alcune palesi inimicizie ed interminabili questioni legali. Conseguita la laurea in giurisprudenza, assunse l'incarico di direttore didattico presso la scuola elementare di piazza del Carmine a Cagliari e nel 1931 si trasferì a Vercelli per ricoprire l’incarico di segretario del sindacato dei lavoratori del tessile. Mentre ricopriva questa funzione, riuscì a far introdurre nel contratto collettivo dei lavoratori lanieri di Biella, per la prima volta in Italia, l’istituto degli assegni familiari. Partecipò attivamente all'introduzione degli assegni familiari nel contratto nazionale per tutti i lavoratori dell’industria, l'11 ottobre 1934; questo istituto venne via via esteso anche agli altri settori produttivi, fino all'approvazione della Legge 1048 del 1937 che rese obbligatoria l’erogazione degli assegni familiari a tutti i settori della produzione nazionale. In quell'anno fu chiamato a prestare servizio militare nel Regio Esercito, assegnato come ufficiale di complemento al 7º Reggimento alpini.
Affermatosi come uno fra i maggiori esperti in problemi sindacali e del lavoro, il 23 marzo 1939 divenne Consigliere nazionale della Camera dei fasci e delle corporazioni e, su espressa richiesta di Mussolini, entrò a far parte del gruppo degli esperti che avrebbero dovuto predisporre i provvedimenti per la socializzazione delle imprese. Nell'ottobre 1939 fu richiamato in servizio per motivi di addestramento e venne promosso tenente il 1º gennaio 1940. Con l'entrata in guerra del Regno d'Italia, avvenuta il 10 giugno 1940, chiese di ritornare in servizio attivo, anche se era esentato dal farlo grazie alla carica politica che ricopriva. Il 2 ottobre 1941 fu richiamato in servizio per mobilitazione, raggiungendo in zona di guerra il comando della 7ª Armata.
Nel giugno 1942 fu trasferito in servizio presso il comando del 1º Reggimento alpini della 4ª Divisione alpina "Cuneense", con cui partì per il fronte russo il 28 luglio 1942. Arrivata in Unione Sovietica, la "Cuneense" fu assegnata al Corpo d'armata alpino dell'ARMIR e il 25 settembre il 1º Reggimento si posizionò sulla riva destra del Don, a nord del fiume Kalitwa.
La grande offensiva russa del gennaio 1943 costrinse il Corpo d'armata alpino al ripiegamento e, dopo dieci giorni di marce forzate e duri combattimenti, il 28 gennaio viene catturato dai sovietici a Valujki, sul Don, dopo aver opposto un'ultima, disperata, resistenza. Divenuto prigioniero di guerra, passò per i campi di concentramento di Susdal, campo 171 di Kazan, campo 5 di Kiev. Subì più volte punizioni per aver organizzato Messe clandestine, per aver apertamente difeso dei compagni colpiti da ingiustizie e illegali vessazioni e per aver sempre respinto, come ufficiale, la revisione del proprio passato.
Nel dicembre 1945 ricevette la visita di un gruppo di esponenti del Partito Comunista Italiano guidati dall'esponente Edoardo D'Onofrio che tentarono di convincerlo, dato il suo passato di sindacalista nazionale, a schierarsi dalla parte della classe operaia, nella fattispecie del PCI e dell'Unione Sovietica, ottenendone un fermo e motivato rifiuto con queste parole: Noi abbiamo un dovere, quello di riportare in Italia intatte la bandiera e la fede che migliaia di fratelli caduti nelle steppe gelate di Russia e sui campi di battaglia ci hanno affidato. Siamo prigionieri ed abbiamo perduto la grazia di essere uomini liberi, siamo però sempre legati ad un giuramento e dobbiamo mantenerlo per essere degni dei nostri Caduti. Signori, noi siamo i deputati dei morti. Fu assieme all'allora maggiore Alberto Massa Gallucci uno dei maggiori esponenti dell'opposizione alla propaganda sovietica tra i prigionieri italiani.
A causa del suo fiero contegno patì gravi punizioni da parte sovietica (il cosiddetto “trattamento speciale”) che lo portarono alla malattia e poi alla morte nel campo di prigionia 160 a Suzdal' il 24 settembre 1947. Morì pochi giorni prima di essere liberato. Il generale Alberto Massa Gallucci, una volta tornato in Italia, si batté per la concessione al tenente Stagno di una medaglia d'oro al valor militare alla memoria per il suo contegno sia in guerra che in prigionia. È famosa la sua preghiera, imparata a memoria e riportata in Italia dal tenente medico Enrico Reginato, suo compagno di prigionia. Reginato rientrò in Italia nel 1954, dopo una lunghissima prigionia, e scrisse: Dopo avermi raccomandato di recare in Patria il suo saluto ai familiari, ricordò di aver dimenticato al campo da cui proveniva un libriccino di appunti nel quale, disse, “c’è un po’ della mia anima”. Italo Stagno era già spirato quando riuscii a recuperare quel taccuino. Vi trovai una toccante composizione poetica, della quale ricordo alcuni frammenti: di essi desidero resti traccia…. Il compositore Mario Lanaro, già direttore del coro della Brigata alpina Julia, scelse alcuni versi della poesia da comporre in musica e nacque la canzone Finché la notte:
(Italo Stagno, campo di prigionia in Russia)
Nell'ottobre 2004 gli è stata intitolata una piazza di Cagliari.

### Annotazioni
1. ↑  Che nel dopoguerra ricoprì l'incarico di vicepresidente della Camera dei Deputati.

### Fonti
1. 1 2 3 4 5 6 7 8 9 10 11 12 13 14  Comune di Cagliari.
2. 1 2   Atto di nascita di Decio Cinti, su familysearch.org.
3. ↑  Bianchi, Cattaneo 2011, p. 497.
4. 1 2 3 4  Bianchi, Cattaneo 2011, p. 498.
5. ↑   Copia archiviata, su lastampa.it. URL consultato il 21 aprile 2010 (archiviato dall'url originale il 29 agosto 2007). La Stampa 28/07/2006 - visto 21 aprile 2010
6. ↑   Medaglie d'oro al valor militare sul sito della Presidenza della Repubblica.
7. ↑  Registrato alla Corte dei conti il 31 marzo 1955, Esercito registro 16, foglio 237.
8. ↑  Registrato alla Corte dei conti il 7 agosto 1951, Esercito registro 34, foglio 48.